# 北沥站
北沥站位于中华人民共和国江西省南昌市青山湖区火炬五路与京东大道交叉口，是南昌地铁4号线的地铁车站。本站于2021年12月26日和4号线一同启用。

## 车站结构
车站位于火炬五路与京东大道交叉口，为地下二层岛式车站:54。

### 楼层
| 1层  | 地面               | 出入口                     |  |  |
| -1层 | 站厅               | 自动售票机、客服中心       |  |  |
| -2层 |                    | █ 4号线 往白马山（火炬）   |  |  |
|      | 岛式站台，左侧开门 |                            |  |  |
|      |                    | █ 4号线 往鱼尾洲（科技城） |  |  |

### 出入口
| 编号                   | 指示                       | 图片 | 建议前往的目的地               |
| ---------------------- | -------------------------- | ---- | ------------------------------ |
| 出口 · 1L · 升降机标志 | 京东大道西侧，火炬五路南侧 |      | 吾悦广场                       |
| 出口 · 2L              | 京东大道东侧，火炬五路南侧 |      | 创业梦想街区创新工厂、恒大SOHO |
| 出口 · 3L              | 京东大道东侧，火炬五路北侧 |      | 南昌高新区创业中心孵化基地     |
| 出口 · 4L              | 京东大道西侧，火炬五路北侧 |      | 北沥孺子公寓                   |
| 出口 · 5L              | 火炬五路北侧               |      | 江铜集团南昌高新产业园北区     |
| 註： 設有              |                            |      |                                |

## 历史
- 2016年6月8日，江西省环境保护厅发布了《南昌市轨道交通4号线一期工程拟受理情况的公示》[3]，并公布了《南昌市轨道交通4号线一期工程环境影响报告书（全文公示稿）》，由此得知本站工程名为火炬五路站[2]。
- 2017年2月8日，南昌轨道交通集团有限公司公布了《2、3号线站点更名及4号线命名方案获批》，由此得知本站正式站名为北沥站[4]。